# بيت دارسي
بيت دارسي (بالإنجليزية: Pete Darcey)‏ مواليد 3 مارس 1930 في أوكلاهوما سيتي - الوفاة 31 أغسطس 2009، كان لاعب كرة سلة أمريكي. بدأ مسيرته الاحترافية في سنة 1952. حمل الرقم 10. اعتزل اللعب في 1953. لعب مع أتلانتا هوكس وبالتيمور باليتس.

## روابط خارجية
- بيت دارسي على موقع إن بي أي (الإنجليزية)
- بيت دارسي على موقع سبورتس رفرنس (الإنجليزية)
- بيت دارسي على موقع كلية كرة السلة في سبورتس رفرنس.كوم (الإنجليزية)
- بيت دارسي على موقع ريلجم (الإنجليزية)
- بيت دارسي على موقع بروبوليرز (الإنجليزية)